# Фёдоров, Александр Сергеевич (ватерполист)
Алекса́ндр Серге́евич Фёдоров (род. 26 января 1981, Севастополь, СССР) — российский ватерполист, заслуженный мастер спорта России, вратарь.

## Карьера
Первый тренер — Владимир Карабутов. Выступает за команду «Спартак-Волгоград» с 1998 года, член сборной России с 2001 года.
Бронзовый призёр Олимпиады в Афинах — 2004, победитель Мировой лиги и Кубка Мира — 2002, бронзовый призёр Чемпионата мира в Фукуоке — 2001, серебряный призёр Всемирной Универсиады — 2001, десятикратный чемпион России (2003, 2004, 2010—2017), одиннадцатикратный обладатель Кубка России (2000—2004, 2007, 2009, 2012—2013, 2015, 2017). Финалист Суперкубка ЛЕН 2014, победитель Кубка Европы ЛЕН 2013/2014.
В 2014 году в составе сборной Казахстана стал чемпионом Азиады, в 2015 году участвовал в чемпионате мира, принимал участие в квалификационном турнире на Олимпиаду-2016.
Окончил Волгоградский государственный педагогический университет.